# بقايا الطعام

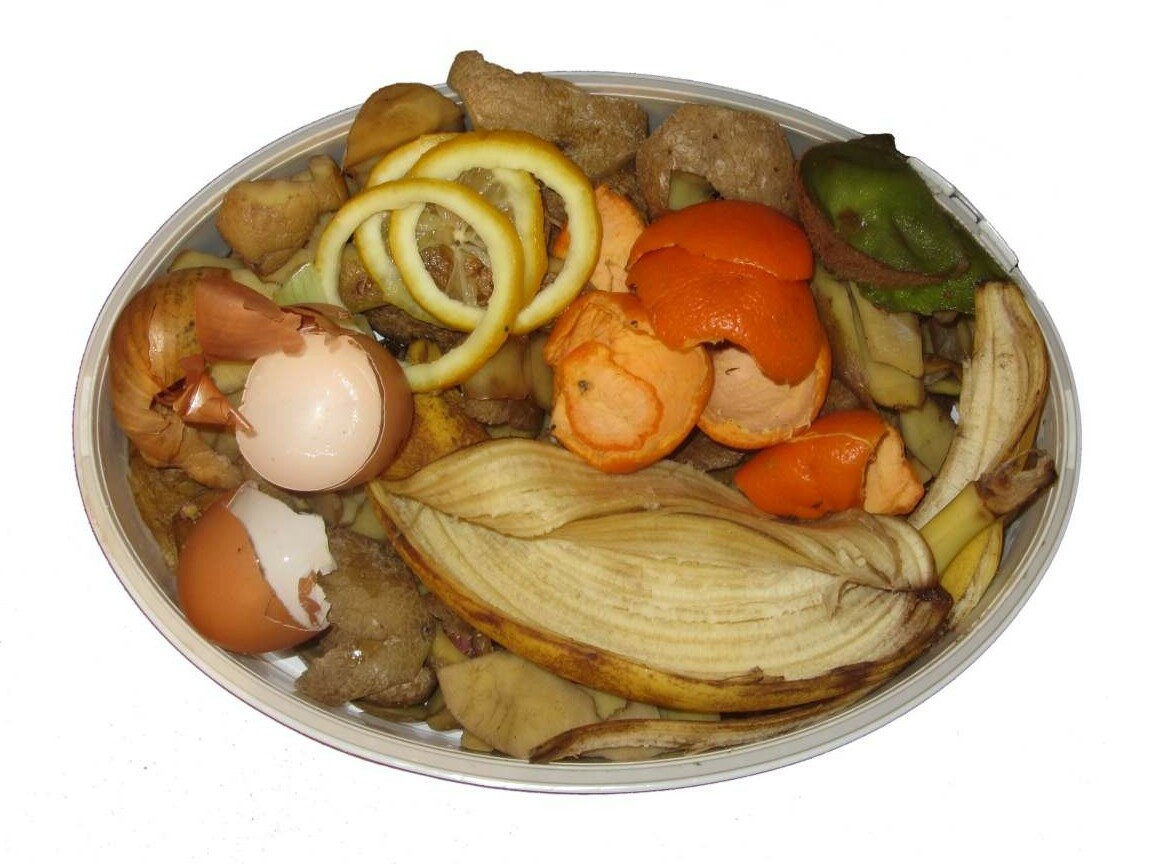
صحن من بقايا الطعام

بقايا الطعام هو مصطلح تاغالوغي لبقايا الأكل في المطاعم (عادةً من مطاعم الوجبات السريع) يُبحث عنها وتُلتقط من مقالب ومواقع القمامة. بقايا الطعام من المُمكن أن تكون لحوم مجمدة، سمك، أو خضروات مُنتهية الصلاحية ويتم التخلُص منها عن طريق محالّ السوبر ماركت وإلقائها في شاحنات القمامة حيث يتم جمع الطعام مُنتهي الصلاحية.  الكلمة في اللغة التاغولغية حرفياً تعني "التخلُص من الغبار أو الأوساخ"، وتُشير إلى إزالة الأوساخ من علي الجزء الصالح في بقايا الأكل. بقايا الطعام من المُمكن أن تؤكل بعد وجودها فوراً في القمامة أو تُطبخ بطُرق مُختلفة بعد جمعها.
أكل بقايا الطعام نشأ من تحديات عملية للجوع والتي ظهرت بسبب الفقر الشديد في الفيليبين. بيع بقايا الطعام أصبح عمل مُربح في المناطق التي يعيش بها الفقراء. بقايا الطعام أيضاً تُسمي باتشوي، وهي مُشتقة من طبق فيليبيني بنفس الاسم. فنياً، وهو حساء قائم علي مُصطلح باتشوي (Batchoy) والذي يُستخدم في الإشارة إلى بقايا الطعام من القمامة، من المُمكن أن تكون وجبة مطهية بطريقة مُختلفة مثل بقايا الطعام المقلية.
الأشخاص الذين يبحثون عن بقايا الطعام من القمامة يلقبون مامباتشوي (mambabatchoy).